# نیم‌حلقه
نیم‌حلقه  دومین قسمت از فصل اول مجموعه تلویزیونی علمی-تخیلی دلهره‌آور روان‌شناختی آمریکایی جداسازی است. این قسمت توسط خالق سریال دن اریکسن نوشته شده و توسط تهیه کننده اجرایی بن استیلر کارگردانی شده است، این قسمت در ۱۸ فوریه ۲۰۲۲ در اپل تی‌وی پلاس منتشر شد.
این قسمت کارمندان کمپانی لومن را دنبال می‌کند، یک شرکت بیوتکنولوژی که از یک روش پزشکی به نام "جداسازی" یا تفکیک استفاده می‌کند تا خاطرات کارمندان خود را بسته به اینکه آیا آنها در محل کار هستند یا نه، جدا کند. هنگامی که کارگران جداسازی شده سر کار هستند، به آنها لقب "اینی" داده می شود و نمی توانند چیزی از زندگی خود یا دنیای بیرون را به خاطر بیاورند. هنگامی که در خارج از خانه کار می کنند، به آنها "اوتیس" می گویند و نمی توانند زمان خود را در محل کار به خاطر بیاورند. به همین دلیل، ایننی و اوتی دو زندگی متفاوت با شخصیت ها و برنامه های متفاوت را تجربه می کنند. در این اپیزود، مارک به بررسی محل اختفای پیتی ادامه می دهد، در حالی که هلی اولین روز خود را در لومون آغاز می کند.